# Model-Informed Precision Dosing

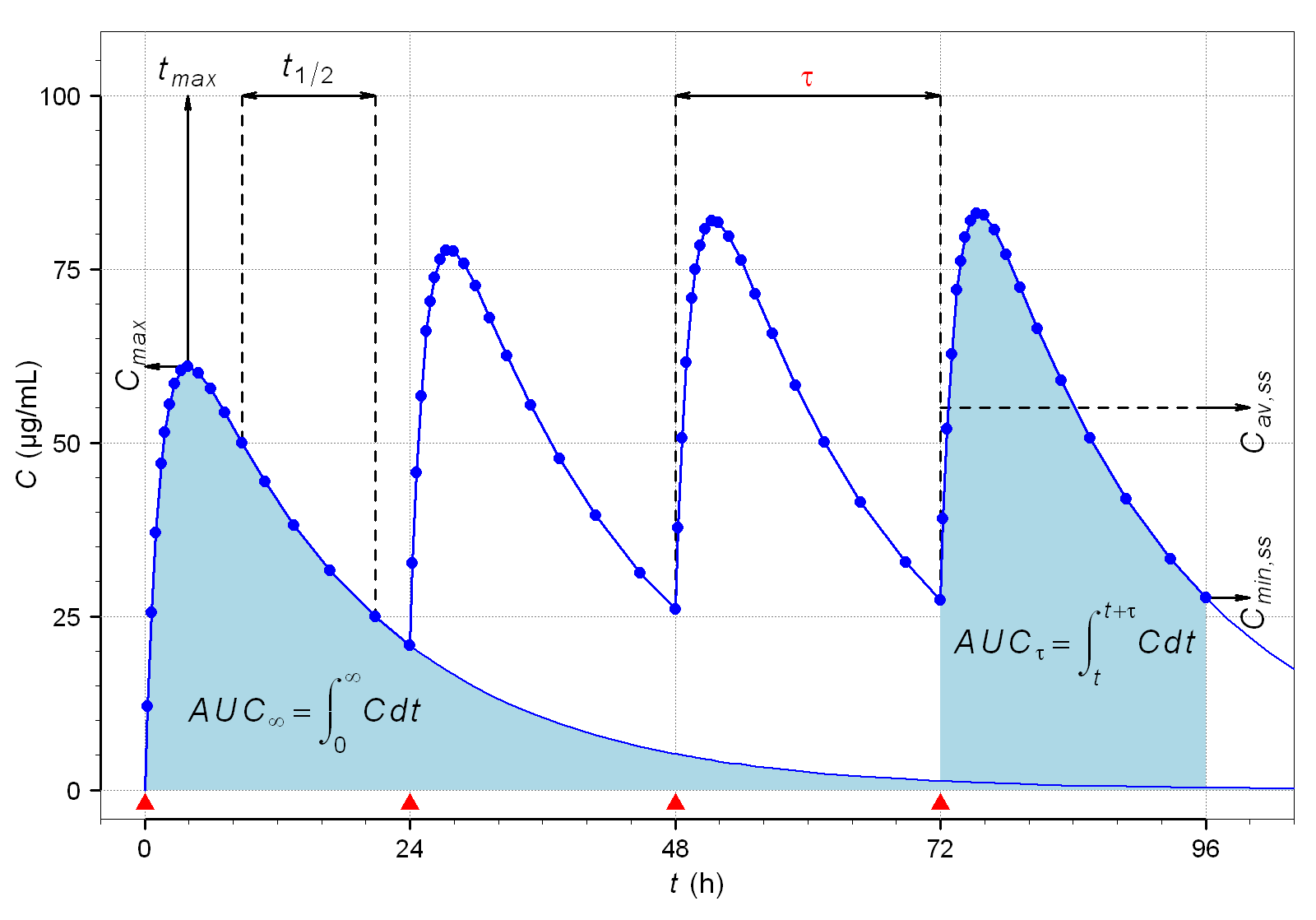
Beispiel eines Blutspiegels (Linear PK Example). Diese Daten sind der Ausgangspunkt für MIPD.

Model-Informed Precision Dosing (kurz MIPD, deutsch etwa „Modellgestützte Präzisionsdosierung“) ist die in den 1960er Jahren erstmals entwickelte Verwendung von Computermodellen und Computersimulationen, unter gleichzeitiger Integration des Therapeutischen Drug-Monitorings, zur Erstellung eines Medikamentendosierungsschemas für Menschen. MIPD bietet wahrscheinlich ein besseres Nutzen-Schaden-Verhältnis, im Vergleich zur herkömmlichen Dosierung bei bestimmten Medikamenten. Die Anwendung findet durch den Arzt mittels Software im Rahmen seiner Behandlung statt. MIPD eignet sich insbesondere für spezielle Patientengruppen, wie gebrechliche ältere Patienten, Patienten der Kinderheilkunde, Patienten mit Nieren- oder Leberfunktionsstörungen und schwerkranke Patienten. Wegen zahlreicher Einschränkungen findet das MIPD aktuell kaum Anwendung in der klinischen Praxis.

## Hintergrund
Das Verschreiben von Medikamenten ist eine der größten Herausforderungen im Gesundheitswesen. Das Auswählen des richtigen Medikaments, in der richtigen Dosierung, die Verabreichung zum richtigen Zeitpunkt und die Überwachung der Ergebnisse sind zentrale Grundsätze der Pharmakotherapie. Probleme erwachsen durch die hohe medizinische Komplexität, fehlgeschlagene Arzneimitteltherapien und unerwünschte Arzneimittelwirkungen. Ein Hauptaugenmerk bei der Verbesserung des Systems liegt dabei auf der Auswahl der richtigen Dosis. Im Gegensatz zur Standarddosierung bietet die Dosierung mithilfe des MIPD einen möglichen Vorteil. Dies wird auch als „Präzisionsdosierung“, „personalisierte-“ oder „individualisierte Dosierung“ bezeichnet.

## Geschichte
Die Idee der Anwendung von Computermodellen und Computersimulationen bei der Dosierung von Arzneimitteln gehen auf die Arbeit von Lewis B. Sheiner und Roger W. Jelliffe der späten 1960er Jahre zurück. In den 2010er Jahren verzeichnete sich ein Wiederaufleben in diesem Forschungsgebiet und es etablierte sich ein neues Akronym: „MIPD“ (model-informed precision dosing). Eine Welle der Begeisterung für MIPD entstand in den Jahren nach Präsident Obamas Rede zur Lage der Nation über „Precision Medicine“ im Januar 2015.
In den Jahren 2018 und 2019 wurden einige bahnbrechende Fortschritte für MIPD veröffentlicht, darunter das Konzept des virtuellen Zwillings zur Vorhersage der Pharmakokinetik, Flüssigbiopsietechnologien zur Quantifizierung hepatischer medikamenten-metabolisierender Enzyme, Modelle zur besseren Beschreibung der Pharmakodynamik, und randomisierte kontrollierte Studien, die bessere klinische Ergebnisse mit MIPD im Vergleich zur herkömmlichen Dosierung zeigen.

### Einschränkungen
Fünfzig Jahre nach der ersten wissenschaftlichen Beschreibung ist das MIPD Stand 2022, abgesehen von einzelnen lokalen Bemühungen, nicht in großem Umfang in der klinischen Praxis eingeführt worden. Zu den Hindernissen, die einer breiten Implementierung von MIPD-Softwaretools in der Gesundheitsversorgung im Wege stehen, gehören eine geringe Anzahl an wissenschaftlichen Studien, die den Nutzen und die Auswirkungen dieser Softwaretools in großem Maßstab beleuchten, mangelnde Benutzerfreundlichkeit, fehlende technische Fachkenntnisse in der Praxis und eine schwerfällige Validierung der Softwaretools im klinischen Umfeld.